# Ilol (stato)
Lo Stato di Ilol fu uno stato principesco del subcontinente indiano, avente per capitale la città di Ilol.

## Storia
Ilol era uno stato principesco di IV classe ed una taluka che comprendeva quattro villaggi su un'area di poco più di 40 km2, governata da capi della dinastia Jhala.
La sua popolazione era pari a 3806 individui nel 1901, con una rendita statale di 20.982 rupie, con un tributo da pagare annualmente di 1.863 rupie allo Stato di Baroda, 428 rupie allo Stato di Idar e 17 rupie allo Stato di Ahmadnagar.
Il 10 luglio 1943, Ilol cessò di esistere venendo compreso nel novero degli stati parte dell’Attachment Scheme che vennero uniti allo Stato di Baroda. Dopo l'indipendenza indiana divenne parte dello Stato di Bombay e successivamente venne diviso nel Gujarat.

## Governanti
- Baghsinhji
- Sablasinhji Baghsinhji
- Pratapsinhji Sablasinhji
- Jiwasinhji Pratapsinhji
- Amarsinhji Jiwasinhji
- Kubersinhji Amarsinhji
- Takhatsinhji Kubersinhji
- Dolatsinhji Takhatsinhji
- Naharsinhji Dolatsinhji
- Dipsinhji Naharsinhji
  - Reggenza 1866/1882
- Vakhatsinhji (b. 1864) (r. 16 aprile 1866-1898), educato al Rajkumar College di Rajkot
- Harisinhji Vakhatsinhji (r. 1898-1898)
- Dansinhji Harisinhji (r. 1898-1899)
- Motisinhji Dansinhji (r. 1899-1899)
- Mansinhji Motisinhji (r. 1899-1902)
  - Reggenza 1902/1916
- Vajesinhji Mansinhji (n. 1895) (r. 29 ottobre 1902-1927), figlio adottivo.
  - Reggenza 1927/1935
- Shivsinhji Vajesinhji (n. 31 dicembre 1910) (r. 18 ottobre 1927 - 1943), installato al trono nel 1935, educato in Inghilterra